# Назинска трагедия
Назинската трагедия е наричана масовата депортация на 6000 души в СССР, от които 4000 умират на остров Назино (в река Об), Томска област, РСФСР през 1933 г.
На този пуст остров в тайгата на Александровски район, Томска област, СССР, в хода на кампанията за депортация на „социално вредните и лумпените“, са изоставени без храна, без покрив над главата и без каквито и да е прибори или инструменти около 6100 души. Гладът, болката и опитите за бягство съкращават броя на живите в продължение на тринадесет седмици до 2000 души. При това са докладвани десетки случаи на канибализъм.
В периода 1932 – 1933 г., във връзка с въвеждането на прописка, от по-големите градове принудително са изселени граждани, признати като „декласирани елементи“. Тези хора са насочвани към по-рано създадени специални селища за „разкулачване“. В районите на Източен и Северен Казахстан се е предполагало, че ще се депортират в течението на 1933 г. до 2 милион души – по 1 милион във всеки регион. С постановление на СНК на СССР от 11 март 1933 г. е наредено незабавното започване на разтоварване на престъпните елементи в специални селища. Така, само в Украйна, Северен Кавказ, Централно-Черноземната област и Нижне-Волжкия край е трябвало да се организират специални селища с повече от 80 хиляди души, осъдени на срок до три години.
В края на април 1933 г. различни „социално вредни и декласирани елементи“ от Москва и Ленинград са изпратени в специално селище в Западен Сибир. Те пристигат в Томската депортационна комендатура и в средата на май започва „разтоварване“: депортираните са натоварени на няколко баржи и речни каравани и са изпратени в Александро-Ваховската комендатура. От 18 до 26 май баржите пристигат на разположение на комендатурата, чието ръководство взема решение за разтоварване на „контингента“ на речен остров в река Об при вливането на река Назинская.

## Живот и смърт на острова
Още от първия ден, 18 май, дезориентираната маса пристигнали хора, отслабена от дългия път (три седмици) и отсъствието на храна, започва да умира от глад. Същата нощ вали и сняг. Преброени са 322 жени и 4556 мъже плюс 27 умрели по пътя. Около ⅓ от депортираните се оказват твърде отслабнали за да стоят прави при пристигането. Още 1200 души пристигат на 27 май.
Когато на острова пристигат 20 тона брашно и започва раздаването му, се разразява бой и охраната започва стрелба по депортираните. Брашното е преместено на отсрещния бряг на острова и раздаването му започва отново на другата сутрин. Това се отразява в нов масов бой и още стрелба от страна на охраната. След това, всичкото брашно се раздава чрез бригадири, които събират брашно за своята бригада от около 150 души. Често бригадири са били престъпници, които злоупотребявали с позицията си. На острова е нямало печки, за да се изпече хляб, затова депортираните са яли брашното, смесено с вода от реката, което довежда до дизентерия.
Някои от депортираните построявали примитивни салове в опитите си да избягат, но повечето от саловете се разпадали и стотици трупове изплували на бреговете около острова. Охраната ловувала и убивала избягалите. Поради изолираността на мястото, липсата на какъвто и да е транспорт до други части на страната и суровият живот в тайгата, всеки друг избягал се е считал за мъртъв.
На 21 май трима здравни офицери преброяват 70 нови смъртни случая, със следи от канибализъм в 5 случая. През следващия месец около 50 души са арестувани за канибализъм. В началото на юни, 2856 депортирани са преместени в по-малки селища нагоре по течението на река Назинская, оставяйки 157 депортирани, които не могат да се преместят поради здравословни причини, на остров Назино. Няколкостотин депортирани умират по време на трансфера. Между 1500 и 2000 са умирели на острова, а стотици бегълци са изчезнали. Хората, които оцеляват преместването, се озовават с инструменти и малко храна в новите си селища, но също така и с епидемия на тиф. Повечето депортирани отказват да работят в новите селища.
В началото на юли са построени нови селища от властите, но само 250 заселници са преместени там. Нови 4000 депортирани от Томск са настанени в тези селища. Според доклади до Сталин от 20 август, около 2200 души са оцелели от общо 6700. През октомври е оценено, че от 2000 оцелели, половината са болни и приковани към леглото, а само около 200 – 300 са работоспособни.
Трагедията става достъпна за публиката по времето на Гласност през 1988 г., благодарение на организацията Мемориал.